# Manfred Kleiss
Manfred Kleiss (* 23. August 1930 in Speyer; † 30. Juli 2020 in Mannheim) war ein deutscher Meteorologe und Bibliothekar.

## Leben und Wirken
Manfred Kleiss studierte Meteorologie, Physik, Geophysik und Mathematik an der Technischen Hochschule Karlsruhe. 1958 legte er dort die Diplomprüfung ab und promovierte 1962. Von 1958 bis 1961 war er wissenschaftlicher Mitarbeiter am Meteorologischen Institut der Technischen Hochschule Karlsruhe. An der dortigen Bibliothek trat er 1961 als Bibliotheksreferendar in den wissenschaftlichen Bibliotheksdienst ein und legte 1963 die Fachprüfung am Bibliothekar-Lehrinstitut des Landes Nordrhein-Westfalen ab. Von 1963 bis 1975 arbeitete er dann an der Bibliothek der Technischen Hochschule Karlsruhe, seit 1970 als Bibliotheksdirektor. Im Jahre 1975 wurde er Leitender Bibliotheksdirektor der Universitätsbibliothek Mannheim. Dieses Amt hatte er bis 1995 inne. In diese Amtszeit fiel vor allem der von ihm geleitete Auf- und Ausbau der Mannheimer Universitätsbibliothek.
Als Honorarprofessor an der Universität Mannheim lehrte Kleiss Klimatologie, Meteorologie und Physikalische Geographie.

## Schriften
- Inversionen in der unteren Troposphäre im Raum Karlsruhe-Stuttgart (= Berichte des Deutschen Wetterdienstes, Bd. 12). Deutscher Wetterdienst, Offenburg a. M. 1963 (= Dissertation Technische Hochschule Karlsruhe).
- Die Vervielfältigung von Katalogkarten (= Arbeiten aus dem Bibliothekar-Lehrinstitut des Landes Nordrhein-Westfalen, H. 25). Greven, Köln 1963.
- Auf dem Weg zum Bibliothekssystem. Erfahrungen bei der Zusammenarbeit zwischen Universitätsbibliothek und einer Fakultätsbibliothek in Karlsruhe. In: Gerhard Lohse (Hrsg.): Bibliotheksarbeit heute. Beiträge zur Theorie und Praxis; Festschrift für Werner Krieg zum 65. Geburtstag am 13. Juni 1973 (= Zeitschrift für Bibliothekswesen und Bibliographie, Sonderhefte, Bd. 16). Klostermann, Frankfurt/M. 1973, S. 240–245.
- Umbau und Neuorganisation in der Zentralbibliothek Mannheim. In: DFW. Dokumentation, Information, Jg. 27 (1979), S. 87–91.
- Wie entsteht unser Wetter? Aberglaube und Wissenschaft. In: Siegfried Gerth (Hrsg.): Wetter, Klima, Mensch (= Mannheimer Vorträge, H. 6). Kulturamt Mannheim 1981, S. 17–22.
- 200 Jahre Societas Meteorogica Palatino. In: Mannheimer Hefte, Jg. 1981, S. 26–29.
- Die Universitätsbibliothek Mannheim und ihr Ausbau. In: ABI-Technik, Jg. 2 (1982), H. 1/2, S. 263–266.
- Bücher – nicht nur zum Lesen in der Universitätsbibliothek Mannheim. In: Badische Heimat, Bd. 62 (1982), S. 211–214.
- Die Universitätsbibliothek. In: Heinz König (Hrsg.): Die Universität Mannheim in Vergangenheit und Gegenwart. 75 Jahre Universität Mannheim. 2. Aufl. Mannheim 1982, S. 191–196, ISBN 3-87455-043-5.